# 遊俠兒
《游侠儿》是1970年張徹導演的香港武侠片，由姜大衛、李丽丽領銜主演；故事讲述武林豪侠游侠儿在一次意外中被利用，而后用生命去证明自己的故事。

## 劇情簡介
游侠儿是一个忠肝义胆的豪侠，某日，游侠儿救下了威胜镖局总镖头的妹妹江灵，并且通过和她交流，游侠儿得知她的哥哥目前在运镖。与此同时，运镖这件事情被一个黑道头目孔武知道了，并且在决定去劫镖的时候，意外的遇到了游侠儿，通过他和游侠儿的战斗，他决定利用游侠儿来帮助自己做事。而游侠儿居然真的上当了，并且帮助孔武劫镖成功。随后，得知自己被骗后的游侠儿决定将这些东西夺回来。最后，游侠儿终于夺回了镖，但是他也因为重伤不治而死。

## 演员表
- 姜大卫 饰 游侠儿
- 李丽丽 饰 江灵
- 郑雷 饰 江威
- 张佩山 饰 孔武
- 午马 饰 侯九
- 王光裕 饰 金利来
- 刘刚 饰 方天龙
- 洪流 饰 过天云
- 陈星 饰 钟赤虎
- 杨斯 饰 独角龙
- 董力(康华)[2] 饰 汪镖头
- 蓝伟烈 饰 文舵主
- 董才宝 饰 文舵主同伙
- 金童、王钟、袁祥仁 饰 镖师[3]

## 相關連結
- 豆瓣电影上《游侠儿》的资料 （页面存档备份，存于）
- 互联网电影数据库（IMDb）上《游侠儿》的资料（英文）
- allmovie链接 （页面存档备份，存于）